# أماميات الأخاديد
أماميات الأخاديد أو فصيلة الأحفاث السامة أو الرحِّيَّات أو العرابيد (الاسم العلمي: Elapidae) هي فصيلة من الزواحف تتبع رتبة الحرشفيات من طائفة العظايا الحرشفية.

## التصنيف
- فُصَيلة الأحفاث السامة
  - الناشرات الحقيقية وغيرها من الأجناس
- الغيدقاوات (فُصَيلة)
  - الغيدقة (جنس)
- الغرطر الإفريقي (جنس)
- قصير الذيل أو العربيد (جنس)